# Comuna de Mieleszyn
Mieleszyn (polaco: Gmina Mieleszyn) é uma gminy (comuna) na Polónia, na voivodia de Grande Polónia e no condado de Gnieźnieński. A sede do condado é a cidade de Mieleszyn.
De acordo com os censos de 2004, a comuna tem 3981 habitantes, com uma densidade 40,1 hab/km².

## Área
Estende-se por uma área de 99,24 km², incluindo:
- área agricola: 67%
- área florestal: 24%

## Demografia
Dados de 30 de Junho 2004:
|                      | Total   | Total | Mulheres | Mulheres | Homens  | Homens |
| -------------------- | ------- | ----- | -------- | -------- | ------- | ------ |
|                      | pessoas | %     | pessoas  | %        | pessoas | %      |
| População            | 4138    | 100   | 2043     | 51,3     | 1938    | 48,7   |
| Densidade (pop./km²) | 40,1    | 100   | 20,6     | 20,6     | 19,5    | 19,5   |

De acordo com dados de 2002, o rendimento médio per capita ascendia a 1493,69 zł.

## Subdivisões
- Borzątew, Dębłowo, Dobiejewo, Dziadkówko, Karniszewo, Kowalewo, Łopienno, Mieleszyn, Mielno, Popowo Podleśne, Popowo Tomkowe, Przysieka, Sokolniki, Świątniki Małe, Świątniki Wielkie.

## Comunas vizinhas
- Janowiec Wielkopolski, Kłecko, Mieścisko, Rogowo